# Mauro Ferri
Mauro Ferri (Roma, 15 marzo 1920 – Roma, 29 settembre 2015) è stato un politico e avvocato italiano, deputato per cinque legislature consecutive dal 1953 al 1976 e presidente della Corte costituzionale dal 1995 al 1996.

## Biografia

### Formazione e prime cariche politiche
Mauro Ferri si laureò in giurisprudenza all'Università degli Studi di Roma "La Sapienza" nel 1942. Ha partecipato alla Resistenza romana (1943-44) e fu arrestato per propaganda antifascista nel gennaio 1944. Rilasciato, si trasferì a Castel San Niccolò, paese d'origine del padre e si iscrisse al PSIUP. Subito dopo la liberazione fu eletto sindaco.
È stato segretario della federazione socialista di Arezzo dal 1947 al 1948, dal 1950 al 1953 e dal 1959 al 1963; consigliere comunale e provinciale di Arezzo. Nel 1949 è stato eletto membro del comitato centrale del PSI e nel 1965 della Direzione nazionale.
Deputato dalla III alla VI Legislatura, eletto nella circoscrizione Siena-Arezzo-Grosseto; capogruppo del PSI-PSDI Unificati e, successivamente, del PSI, lasciò successivamente il partito per aderire alla formazione socialdemocratica (PSU, poi PSDI).

### Segretario del PSU/PSDI
Fu segretario del PSI (1968 - 1969) nel periodo in cui i socialisti erano unificati. Nel frattempo, le elezioni politiche del 1968 erano risultate una sconfitta per il partito che, complessivamente, aveva perso 29 seggi alla Camera. Le correnti massimaliste reclamarono allora una strategia volta a riassorbire i consensi perduti a sinistra, determinando una sempre maggior inquietudine tra gli ex-socialdemocratici.
Nel luglio del 1969, Nenni - nella cui corrente Ferri militava - tentò in extremis di salvare l'unificazione, presentando una mozione "autonomista", che fu sconfitta dalla linea massimalista di De Martino. Immediatamente si consumò la scissione: la componente socialdemocratica, nonché la corrente socialista che faceva capo a Ferri, costituirono il Partito Socialista Unitario (poi rinominato nel febbraio 1971 Partito Socialista Democratico Italiano) e Ferri ne divenne segretario. Restò in carica fino a quando fu nominato Ministro dell'industria, del commercio e dell'artigianato, nel secondo governo Andreotti (1972-1973).

### Scandalo dei petroli
Alla fine del 1973, Mauro Ferri fu coinvolto nel primo scandalo dei petroli, per il quale 35, tra uomini politici, petrolieri e dirigenti dell'Enel, furono raggiunti da avvisi di reato, con l'accusa di aver beneficiato o favorito finanziamenti all'ENEL e ai partiti di governo, effettuati con fondi dell'Unione petrolifera italiana, per influenzare le scelte relative alla politica energetica nazionale e per favorire l'aumento dei prezzi della benzina. Si occupò del caso la Commissione parlamentare per i procedimenti di accusa e, l'8 marzo 1974, constatò l'avvenuta prescrizione dei fatti contestati agli ex-ministri Giulio Andreotti e Mario Ferrari Aggradi (entrambi della DC); deliberò l'archiviazione degli atti a carico di Giacinto Bosco (DC) e Luigi Preti (PSDI) e aprì un'indagine sull'operato degli ex-ministri Mauro Ferri e Athos Valsecchi (DC).
Cinque anni dopo, il 24 gennaio 1979, la commissione inquirente si pronunciò in senso assolutorio nei confronti degli ultimi due ex-ministri coinvolti; in particolare, la commissione ritenne che nei confronti di Ferri, potevano attribuirsi fatti non configurabili come reato di corruzione. La relazione del senatore Nicola Lapenta fu trasmessa il 9 febbraio successivo
al Parlamento che, nei termini previsti dal regolamento, non produsse le firme necessarie per un'eventuale messa in stato d'accusa degli ex-ministri inquisiti.

### Ultimi incarichi
Completamente scagionato, Ferri fu eletto deputato alle elezioni europee del 1979 per le liste del PSDI. È stato presidente della Commissione giuridica e della Commissione per gli affari istituzionali, membro della delegazione per le relazioni con la Jugoslavia. Rimase in carica fino al 1984. Nel 1986 ha conferito il suo archivio personale alla Fondazione Filippo Turati.
Venne nominato giudice costituzionale dal Presidente della Repubblica Francesco Cossiga il 27 ottobre 1987, giurò il 3 novembre; fu eletto presidente della Corte il 23 ottobre 1995. Esercitò le funzioni dal 24 ottobre rimanendo in carica fino al 3 novembre 1996.